# Tjaernoeia exqusita
Tjaernoeia exqusita är en snäckart som först beskrevs av John Gwyn Jeffreys 1883.  Tjaernoeia exqusita ingår i släktet Tornus, och familjen Tjaernoeidae. Enligt den svenska rödlistan är arten sårbar i Sverige. Arten förekommer i Götaland. Artens livsmiljö är havet.